# Pentaskhinos
Pentaskhinos es un lugar donde se ubican varios puntos de conexión de sistemas de cable de comunicaciones submarinos en la isla de Chipre.
Los siguientes sistemas de cable están conectados con Pentaskhinos:
- MedNautilus
- MINERVA
- CADMOS
- UGARIT